# Cretaquarium
Koordinaten: 35° 19′ 48″ N, 25° 17′ 7″ O
Das Cretaquarium oder auch Thalassocosmos (Meereswelt) ist ein Salzwasser-Schauaquarium auf der griechischen Insel Kreta, das von der staatlichen Forschungseinrichtung Hellenic Centre for Marine Research betrieben wird.

## Allgemein

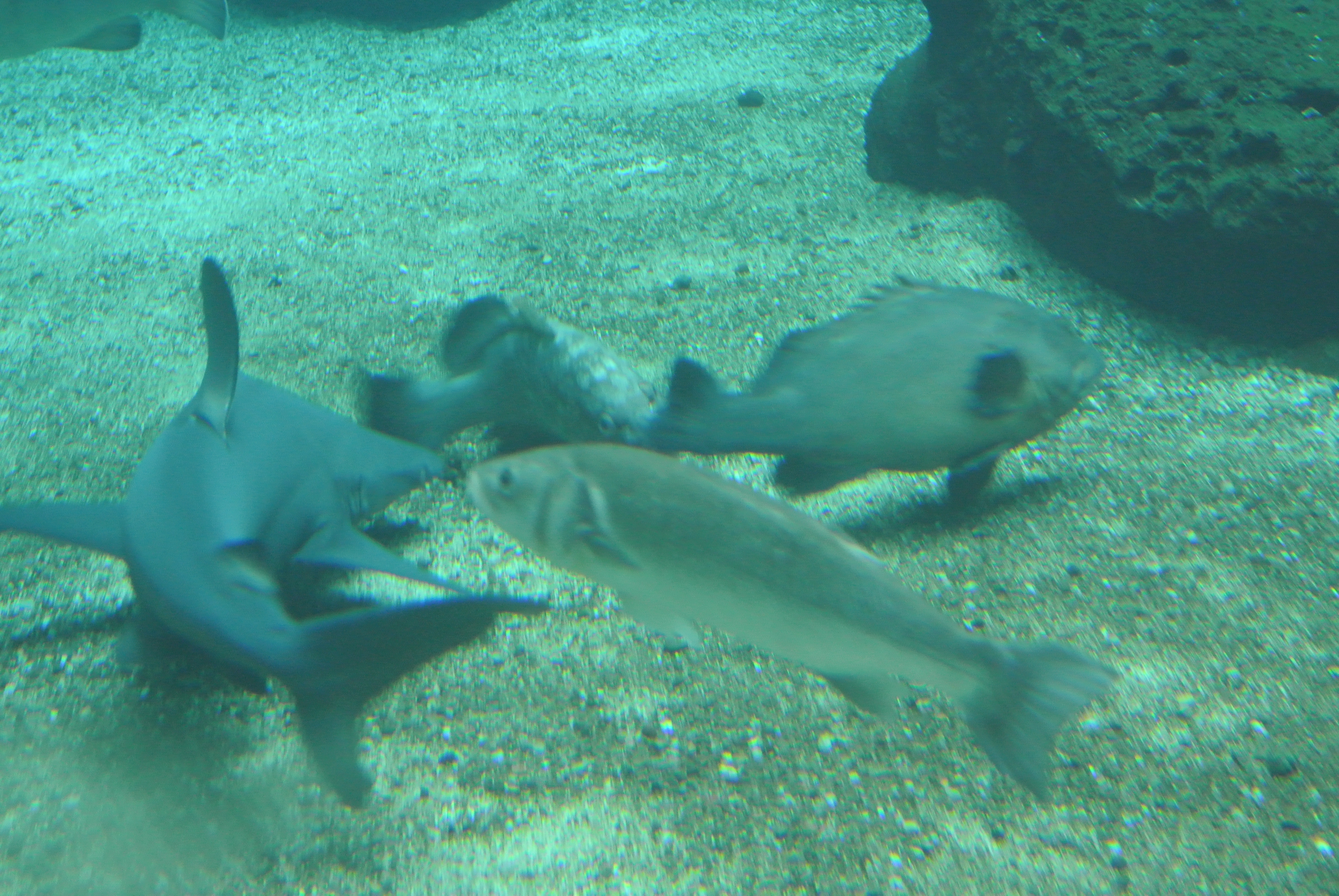
Fettfische und ein Hai

Das Cretaquarium wurde als Teil eines Meeresparks für Forschung, Bildung und Kultur vom ehemaligen Institut für Meeresbiologie und Genetik initiiert. Die Einrichtung liegt im Regionalbezirk Iraklio nahe dem Ort Gournes in der Gemeinde Chersonisos unmittelbar an der Nordküste Kretas auf dem Gelände der ehemaligen Iraklion Air Station. Sie wurde 2005 mit etwa 35 Becken eröffnet und 2008 um weitere 25 Becken erweitert. Der Bau wurde durch die Europäische Investitionsbank und den griechischen Staat finanziert. 
Im Jahr 2024 besitzt das Cretaquarium 61 Becken mit einem Gesamtvolumen von etwa 1,8 Mio. Liter Salz- bzw. Meereswasser, in denen etwa 250 Arten mit 2500 Tieren vorwiegend aus dem Mittelmeer leben. Die beiden größten Becken haben ein Volumen von 600.000 bzw. 400.000 Liter, die kleinsten Becken etwa 500 Liter. Die Becken sind seitlich für die Besucher durch Glas einzusehen. Die beiden größten Glasflächen sind etwa 5 × 3 Meter und eine konkave Fläche etwa 9 × 2 Meter groß.
Der Direktor des Cretaquariums ist seit seiner Eröffnung Michalis Papadakis.

## Forschung und Bildung
Auf dem mehr als ein Hektar großen Gelände befindet sich, neben dem Cretaquarium, das Institute of Marine Biology, Biotechnology and Aquaculture (IMBBC) des Hellenic Centre for Marine Research, das eng mit dem Schauaquarium zusammenarbeitet und dort auch Forschung zu marinen Ökosystemen betreibt.
Das Cretaquarium führt zusammen mit dem Hellenic Centre for Marine Research auch Bildungsprogramme unter Anleitung von Fachwissenschaftlern für Grund- und Sekundarschüler durch. Ein Teil der Bildungsprogramme werden in Zusammenarbeit mit dem European Network of excellence for Ocean Ecosystems Analysis (EUR-OCEANS) durchgeführt.